# Коптяево
Коптяево — деревня в Пашозёрском сельском поселении Тихвинского района Ленинградской области.

## История
Деревня Коптяева упоминается на карте Новгородского наместничества 1792 года А. М. Вильбрехта.

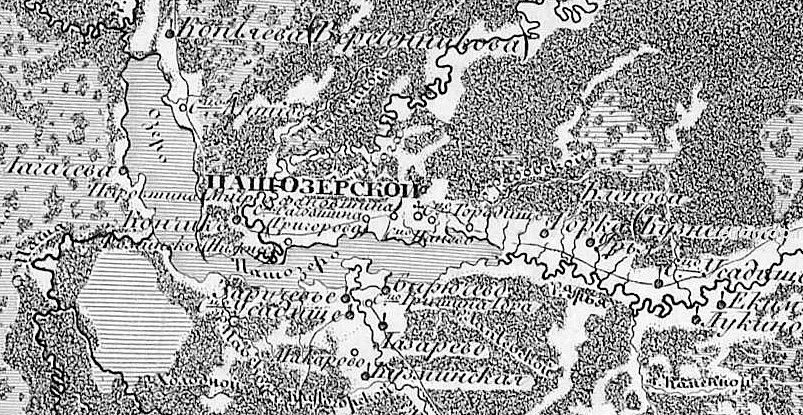
Деревня Коптяево на карте 1847 года

На семитопографической карте Новгородской губернии 1847 года упоминается как деревня Коптяева (Веретенникова).

КОПТЯЕВО (ВЕРЕТЕННИКОВО) — деревня Лазаревского общества, прихода Пашеозерского погоста. 

Крестьянских дворов — 2. Строений — 8, в том числе жилых — 5. Водяная мельница.

Число жителей по семейным спискам 1879 г.: 11 м п., 6 ж. п.; по приходским сведениям 1879 г.: 11 м п., 6 ж. п.

В конце XIX — начале XX века деревня административно относилась к Лукинской волости 2-го земского участка 2-го стана Тихвинского уезда Новгородской губернии.

КОПТЯЕВО (ВЕРЕТЕННИКОВО) — деревня Лазаревского общества, дворов — 8, жилых домов — 7, число жителей: 19 м п., 14 ж. п.

Занятия жителей — земледелие, лесные заработки. Тихвинский почтовый тракт. Озеро Пашеозеро. (1910 год)

Согласно карте Ленинградской области Северо-западного аэрогеодезического треста ГГУ издания 1932 года деревня насчитывала 4 крестьянских двора. К северу от деревни располагалась мукомольная водяная мельница:
| Внешние изображения | Внешние изображения                 |
| ------------------- | ----------------------------------- |
|                     | Деревня Коптяево на карте 1932 года |

По данным 1933 года деревня Коптяево входила в состав Пашозёрского сельсовета Капшинского района.
По данным 1966, 1973 и 1990 годов деревня Коптяево также входила в состав Пашозёрского сельсовета Тихвинского района.
В 1997 году в деревне Коптяево Пашозёрской волости проживал 1 человек, в 2002 году — постоянного населения не было.
В 2007 году в деревне Коптяево Пашозёрского СП вновь проживал 1 человек, в 2010 году — постоянного населения не было.

## География
Деревня расположена в северо-восточной части района на автодороге 41К-946 (Озровичи — Пашозеро — Шугозеро — Ганьково).
Расстояние до административного центра поселения — 6 км.
Расстояние до ближайшей железнодорожной станции Тихвин — 106 км.
Деревня находится на северном берегу Пашозера в месте впадения в него реки Ульяница.

## Демография
| 2007 | 2010 | 2017 |
| ---- | ---- | ---- |
| 1    | ↘0   | ↗1   |

### Национальный состав
Согласно данным Всероссийской переписи населения 2021 года в деревне проживал 1 человек, русский.

## Улицы
Дачная.